# Aznavour (Je bois)
Pour les articles homonymes, voir Aznavour (homonymie).
 (juin 2019).
Albums de Charles Aznavour
Aznavour (Embrasse-moi)
(1986) L'Éveil, vol. 1
(1989)
Aznavour (Je bois), ou juste Aznavour, est le 35e album studio français de Charles Aznavour, sorti en 1987.

## Liste des titres
| No  | Titre                      | Auteur | Durée |
| --- | -------------------------- | ------ | ----- |
| 1.  | Je Bois                    |        | 3:10  |
| 2.  | Je T'aime Tant             |        | 3:48  |
| 3.  | Dormir Avec Vous Madame    |        | 2:38  |
| 4.  | Te Dire Adieu              |        | 3:04  |
| 5.  | Les Bateaux Sont Partis    |        | 2:25  |
| 6.  | Je Ne Ferai Pas Mes Adieux |        | 3:21  |
| 7.  | L'Aiguille                 |        | 5:06  |
| 8.  | Quand Tu Dors Près De Moi  |        | 3:21  |
| 9.  | Je Rentre Chez Nous        |        | 3:15  |
| 10. | La Saudade                 |        | 3:50  |
| 11. | Les Bons Moments           |        | 3:54  |